# آلفردو برایس
آلفردو برایس اچنیکو (به اسپانیایی: Alfredo Bryce Echenique) (زادهٔ ۱۹ فوریه ۱۹۳۹ در لیما) نویسندهٔ پرویی است. بسیاری از این نویسنده به عنوان «یکی از بنیادی‌ترین چهره‌های ادبی آمریکای لاتین» یاد کرده‌اند.

## زندگی
آلفردو برایس اچنیک در ۱۹ فوریهٔ ۱۹۳۹ در لیما و در خانواده‌ای آنگلو-پرویی از طبقهٔ بالای جامعه زاده شد. او پسر سوم و فرزند چهارم از پنج فرزند فرانسیسکو برایس آروسپید و همسرش بود.

## نویسندگی
برایس اچنیکو یکی از مهم‌ترین چهره‌های ادبی آمریکای لاتین است که آثارش به عنوان ادبیاتی تأثیرگذار در میان نسل‌های مختلف شناخته شده و رمان او «یک جهان برای جولیوس» در سال ۱۹۷۰ از آثار ماندگار ادبیات لاتین به‌شمار می‌رود. نوشته‌های برایس اچنیکو پر است از طنز با حسی از هزل. این آثار با حسی مالیخولیایی از نوستالژی دربارهٔ سال‌های گذشته، دربرگیرندهٔ شخصیت‌هایی است که خواننده می‌تواند با آن‌ها احساس صمیمیت کند. اچنیکو همچنین نویسندهٔ کتاب «زندگی اغراق‌آمیز مارتین رومانا» و «در آوریل منتظر من نباش» و «مردی که از اکتاویو از کادیز حرف زد» است.

## آثار
رمان
- ۱۹۷۰ - یک جهان برای جولیوس (به اسپانیایی: Un mundo para Julius)
- ۱۹۷۷ - در بسیاری مواقع پدرو (به اسپانیایی: Tantas veces Pedro)
- ۱۹۸۱ - زندگی اغراق‌آمیز مارتین رومانا (به اسپانیایی: La vida exagerada de Martín Romaña)
- ۱۹۸۵ - مردی که از اکتاویو از کادیز حرف زد (به اسپانیایی: El hombre que hablaba de Octavia Cádiz)
- ۱۹۸۸ - آخرین حرکت فیلیپه کاریلو (به اسپانیایی: La última mudanza de Felipe Carrillo)
- ۱۹۹۰ - دو زن در حال حرف‌زدن (به اسپانیایی: Dos señoras conversan) (سه رمان کوتاه)
- ۱۹۹۵ - در آوریل منتظر من نباش (به اسپانیایی: No me esperen en Abril)
- ۱۹۹۷ - متهم شبانه (به اسپانیایی: Reo de Nocturnidad)
- ۱۹۹۸ - التهاب لوزهٔ تارزان (به اسپانیایی: La Amigdalitis de Tarzán) (رمان نامه‌نگارانه))
- ۲۰۰۲ - باغ محبوب من (به اسپانیایی: El huerto de mi amada)

## جوایز
آلفردو برایس اچنیکو در روز دوشنبه ۳ سپتامیر ۲۰۱۲ به عنوان برندهٔ جایزهٔ بین‌المللی کتاب نمایشگاه گوادالاخارای مکزیک انتخاب شد. این جایزه در ۲۴ نوامبر ۲۰۱۲ در بیست‌وششمین نمایشگاه بین‌المللی کتاب گوادالاخارای مکزیک که مهم‌ترین رویداد در جهان ادبیات اسپانیایی‌زبان است، به این نویسنده اهدا شد.

## پی‌نوشت
1. 1 2 3 4 5 6 7  «جایزهٔ ادبی مکزیک…»،  ایبنا.